# Neocatolaccus moneilemae
Neocatolaccus moneilemae är en stekelart som beskrevs av Charles Joseph Gahan 1936. Neocatolaccus moneilemae ingår i släktet Neocatolaccus och familjen puppglanssteklar. Inga underarter finns listade i Catalogue of Life.